# Cruising with Ruben & the Jets
Cruising with Ruben & the Jets – czwarty album studyjny grupy The Mothers of Invention nagrany w 1968, który wydano w październiku tego samego roku.

## Historia i charakter albumu
Album ten pomyślany był zarówno jako parodia stylu doo wop jak i hołd mu złożony. Dlatego album ten wpisuje się w typ muzyki rockowej, która w Polsce w ogóle nie istniała – mianowicie w rock satyryczny. W Stanach Zjednoczonych, a zwłaszcza w Wielkiej Brytanii, gdzie niezwykle żywa była jeszcze pamięć o wodewilach, istniało wiele zespołów tego typu, żeby wymienić tylko Freddie & The Dreamers czy znakomity instrumentalnie zespół Bonzo Dog Doo-Dah Band.
Formuła doo wop jest w sobie tak prosta i ograniczona, że trudno ją w jakiś szczególny sposób rozwinąć, dlatego ten album Mothers nie należy do najwybitniejszych ich osiągnięć.
Szczególny projekt okładki, na której nie jest wymieniona nazwa Mothers of Invention (pojawia się ona tylko na grzbieciku albumu) spowodował, iż album był puszczany w radiu i zapowiadany jako płyta grupy Ruben & the Jets. Zbiegło się to z falą nostalgii za latami 50. XX wieku. Dopiero gdy okazało się, że jest to album Zappy i Mothers natychmiast zaprzestano emisji.
Frank Zappa wyraził zgodę na użycie nazwy Ruben & the Jets kilku chętnym młodzieńcom i nawet został producentem ich doowopowej płyty.
Album do wydania pudełkowego z 1984 r. uległ poważnym remiksom, co spowodowało kontrowersje. Przede wszystkim basista Arthur Barrow i perkusista Chad Wackerman dograli nowe wersje partii gitary basowej i perkusji. Ta zmiksowana wersja została potem powielona na wszystkich wydaniach cyfrowych.

## Muzycy
- Frank Zappa – gitara, "oo-wah" i "niskie pomruki"
- Ray Collins – wiodący wokal
- Roy Estrada – gitara basowa, wysokie tony, "dwaedy-doop"
- Jimmy Carl Black – perkusja
- Arthur Dyer Tripp III – perkusja
- Ian Underwood – pianino, saksofon tenorowy, saksofon altowy
- Don Preston – pianino
- Jim Motorhead Sherwood – saksofon barytonowy, tamburyn
- Bunk Gardner – saksofon tenorowy, saksofon altowy

## Lista utworów

### Strona A
| 1. | „Cheap Thrills”                   | 2:39  |
|    |                                   |       |
| 2. | „Love of My Life” (Collins/Zappa) | 3:08  |
|    |                                   |       |
| 3. | „How Could I Be Such a Fool”      | 3:34  |
|    |                                   |       |
| 4. | „Deseri” (Paul Buff/Collins)      | 2:08  |
|    |                                   |       |
| 5. | „I'm Not Satisfied”               | 4:08  |
|    |                                   |       |
| 6. | „Jelly Roll Gum Drop”             | 2:24  |
|    |                                   |       |
| 7. | „Anything” (Collins)              | 3:05  |
|    |                                   |       |
|    |                                   | 21:06 |
|    |                                   |       |

### Strona B
| 1. | „Later That Night”                 | 3:00  |
|    |                                    |       |
| 2. | „You Didn't Try to Call Me”        | 3:57  |
|    |                                    |       |
| 3. | „Fountain of Love” (Collins/Zappa) | 3:22  |
|    |                                    |       |
| 4. | „No. No. No.”                      | 2:15  |
|    |                                    |       |
| 5. | „Anyway the Wind Blows”            | 3:01  |
|    |                                    |       |
| 6. | „Stuff Up the Cracks”              | 4:36  |
|    |                                    |       |
|    |                                    | 20:11 |
|    |                                    |       |

## Opis płyty
- Producent – Frank Zappa dla Bizarre Production
- Nagrania – grudzień 1967-luty 1968
- Inżynier – Dick Kunc
- Studio – Apostolic Studios, Nowy Jork
- Słowa i muzyka – Frank Zappa (oprócz zaznaczonych inaczej)
- Wydanie – październik 1968
- Czas – 41 min. 17 sek.
- Projekt okładki – Cal Schenkel
- Zdjęcia wewnątrz – Dick Barber, Cal Schenkel
- Firma nagraniowa – Verve, Bizarre
- Numer katalogowy – VLP 9237 (mono, WB)

Wznowienie 1984 (analog.)
- Część pudełkowego wydania The Old Masters. Box One
- Numer katalogowy – BPR-7777-5

Wznowienie 1995 (cd)
- Firma nagraniowa – Rykodisc
- Numer katalogowy – 10505

## Listy przebojów

### Album
| Rok  | Lista                    | Pozycja |
| ---- | ------------------------ | ------- |
| 1968 | Billboard. Albumy popowe | 110     |